# Futbol'nyj Klub Sachalin Južno-Sachalinsk
Il Futbol'nyj Klub Sachalin Južno-Sachalinsk' (in russo футбольный клуб Сахалин Южно-Сахалинск), meglio conosciuta come Sachalin, è una società calcistica russa con sede a Južno-Sachalinsk nell'isola di Sachalin.

## Storia
Nel 1962 fu fondato un club del Sachalin Južno-Sachalinsk: giocò nel 1969, tra il 1971 e il 1974 e nel 1991 nella terza serie del campionato sovietico, mentre nel 1970 e 1990 giocò in quarta serie, riuscendo a vincere il proprio girone in entrambe le circostanze. Con la fine dell'Unione Sovietica il club si spostò a Cholmsk (potendo partecipare alla prima edizione della seconda serie russa) e, in seguitò, cambiò nome in Portovik-Ėnergija Cholmsk.
Al suo posto nacque l'Avtomobilist Južno-Sachalinsk, che però ebbe breve vita: disputò solo un campionato di terza serie, nel 1994, prima di fallire.
Il club fu rifondato nel 2004 come Sachalin-Turist e cambiò subito nome in Sachalin. Tornato tra i professionisti nel 2007, nella stagione 2013-2014 vinse il proprio girone di terza serie, ottenendo la prima storica promozione in seconda serie. Al termine della stagione 2014-2015, però, retrocesse immediatamente.
Nella stagione 2017-2018 vinse di nuovo il proprio girone di Vtoroj divizion, ma rinunciò alla promozione in seconda serie.

## Palmarès

### Competizioni nazionali
- Pervenstvo Professional'noj Futbol'noj Ligi: 2

2013-2014 (Girone Est), 2017-2018 (Girone Est)
- Vtoraja Nizšaja Liga: 2

1970 (Girone 4 russo), 1990 (Girone 10)